# Barrandov
Barrandov est un quartier résidentiel du sud de Prague nommé d'après le géologue et paléontologue français Joachim Barrande (1799-1883), qui y a étudié les trilobites extraits des falaises de calcaire, qui lui ont inspiré Le Système silurien de la Bohême (1852). Le quartier de Barrandov appartient à la commune cadastrale de Hlubočepy dans l'arrondissement de Prague 5. Il est situé sur une falaise de la rive gauche de la rivière Vltava.

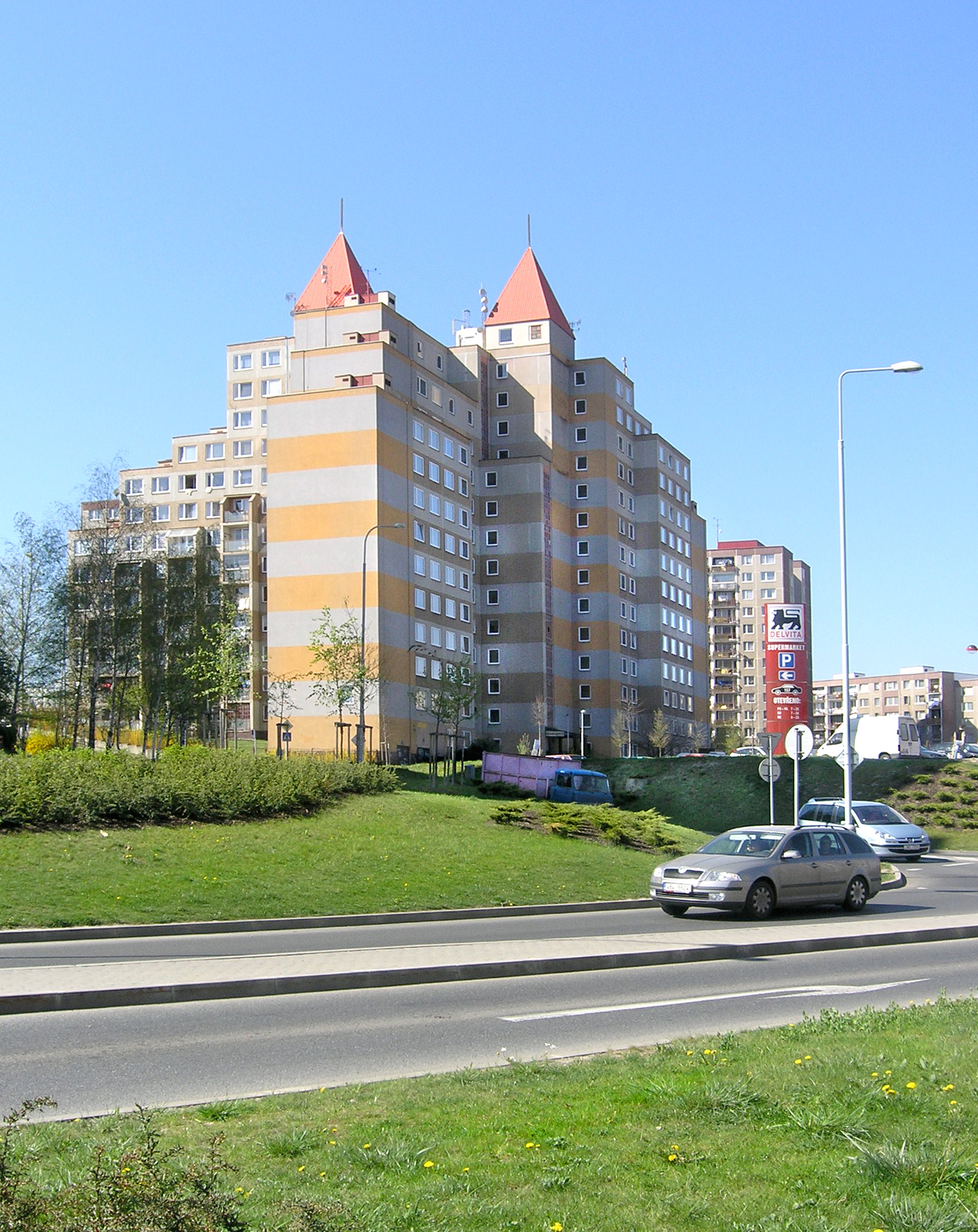
HLM de la banlieue de Barrandov.

Barrandov est surtout connu pour les studios de cinéma qui y ont été fondés au début du 20e siècle et qui sont situés dans la vieille partie du quartier. Leurs fondateurs étaient des ancêtres du président tchèque Václav Havel, qui les possédaient jusqu'à la Seconde Guerre mondiale, avant d'être expropriés. Les studios Barrandov, où ont été tournés la grande majorité des films du cinéma tchèque et tchécoslovaque, sont situés dans ce quartier. Plusieurs films ont été récompensés par des Oscars, comme Kolja (1996). Les chaînes de télévision nationales tchèques Nova et Barrandov TV diffusent leurs programmes à partir de ce quartier.
Il existe une plaque commémorative sur Barrandov sur la place Malastranske, près des bâtiments jésuites de Saint Nicolas de Malá Strana. Le quartier a été baptisé en l'honneur de Barrande le 24 février 1928.
Le vieux Barrandov se compose du quartier des villas, des Terrasses de Barrandov et des Studios de Barrandov, tandis que le Nouveau Barrandov est situé à l'ouest de la vieille ville. Barrandov compte environ 20 000 habitants. Une nouvelle ligne de tramway a été construite à Nouveau Barrandov en 2003.